# فیتس‌ایر
فیتس‌ایر (به انگلیسی: FitsAir) یک شرکت هواپیمایی با کد یاتا 8D است که در تاریخ ۱۹۹۷ میلادی تأسیس شده است. دفتر مرکزی فیتس‌ایر در کلمبو، سری‌لانکا واقع شده‌است و به ۱۳ مقصد، پرواز مستقیم انجام می‌دهد.